# اندی براونریگ
اندی براونریگ (انگلیسی: Andy Brownrigg؛ زادهٔ ۲ اوت ۱۹۷۶) بازیکن فوتبال اهل بریتانیا است.
از باشگاه‌هایی که در آن بازی کرده‌است می‌توان به باشگاه فوتبال روترهام یونایتد، باشگاه فوتبال یئوویل تاون، باشگاه فوتبال هارتل پول یونایتد، باشگاه فوتبال ای.اف.سی ایملی، باشگاه فوتبال ویکفیلد، باشگاه فوتبال مالتبی ماین، باشگاه فوتبال شفیلد، باشگاه فوتبال باکستون، باشگاه فوتبال وورکساپ تاون، باشگاه فوتبال نوریچ سیتی، باشگاه فوتبال استالی‌بریج سلتیک، باشگاه فوتبال کیدرمینستر هاریرس، باشگاه فوتبال کترینگ تاون، باشگاه فوتبال گینزبورو ترینیتی، باشگاه فوتبال نورتویچ ویکتوریا، و باشگاه فوتبال هرفورد یونایتد اشاره کرد.